# Blokator pisanja
Blokator pisanja je posebna naprava, ki fizično preprečuje kakršnokoli pisanje podatkov na disk in je vsako orodje, ki omogoča le branje in dostop do naprave za shranjevanje podatkov brez, da bi ogrozili celovitost podatkov. Pri pravilni uporabi lahko zagotovimo zaščito podatkov verige skrbništva.
Digitalni dokazi so lahko navedeni kot dokaz v skoraj vsaki kategoriji kriminala. Forenzični preiskovalci morajo biti povsem prepričani, da se podatki, ki jih dobimo kot dokaz, niso v ničemer spremenil v procesu pridobitve, analize in kontrole. Odvetniki, sodniki in porotniki morajo biti prepričani, da so informacije v primeru računalniškega kriminala legitimni.

## Programska oprema v primerjavi s strojno opremo
Programska oprema in strojna oprema opravljata isto delo; in sicer, da preprečujejo pisanje/spreminjanje podatkov na napravah za shranjevanje. Glavna razlika med programsko in strojno opremo je ta, da je programska oprema inštalirana na forenzičnih računalniških sistemih, medtem ko je strojna naprava za blokiranje pisanja inštalirana znotraj fizične naprave.

### Strojna oprema
So lahko IDE-to-IDE or Firewire/USB-to-IDE. Simson priporoča IDE-to-IDE, ker se ukvarja bolj z napakami na disku in je lažji dostop do posebnih informacij, ki so dostopne le preko vmesnika IDE.

### Programska oprema
Programska oprema je lahko uporabljena na individualnem računalniškem sistemu ali pa na neodvisnem zagonskem disku. Njihova glavna prednost je preprosta uporaba, ker so na CD-ju.